# LVR-Industriemuseum

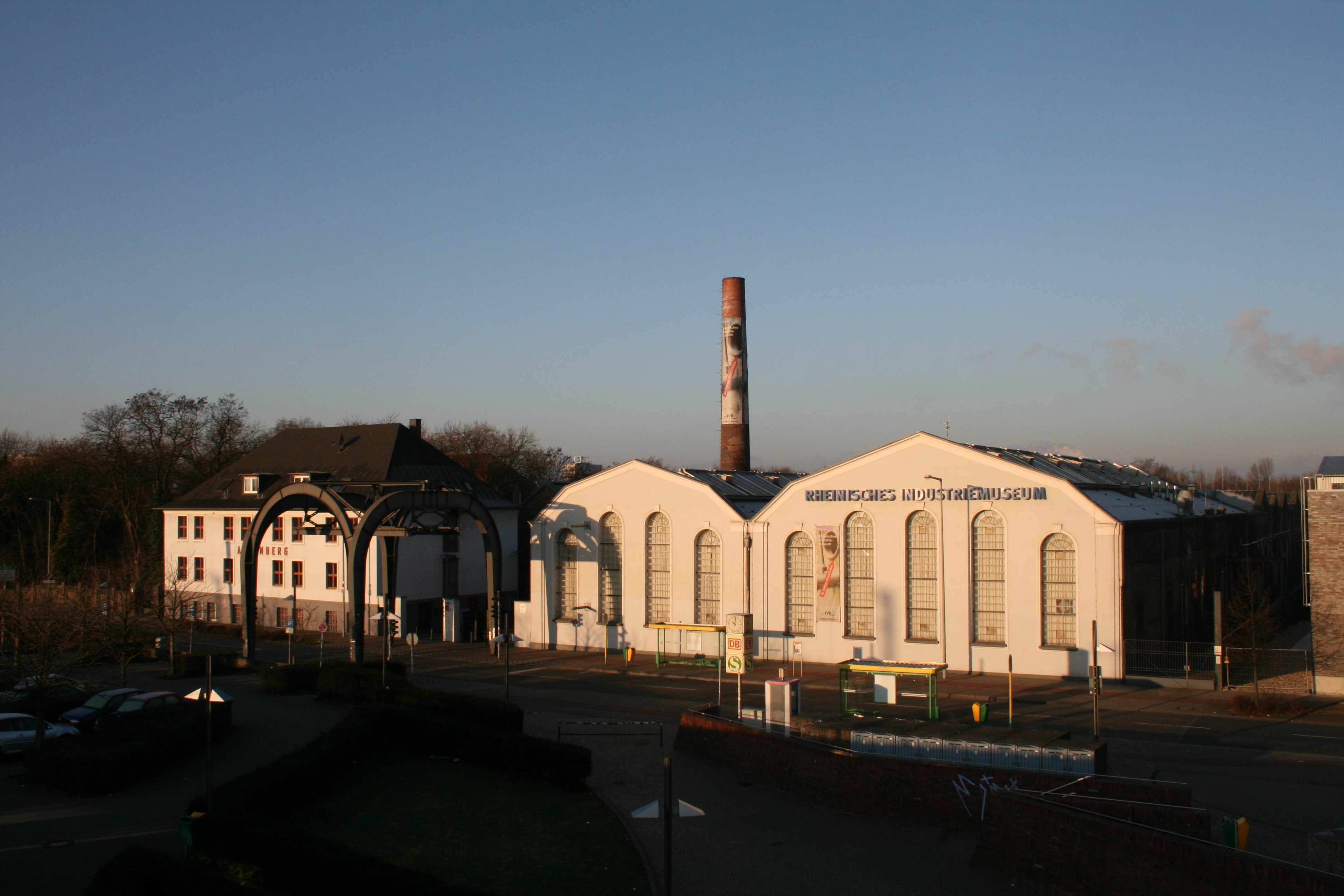
LVR-Industriemuseum Oberhausen

Das LVR-Industriemuseum ist ein dezentrales Museum mit Standorten in sechs Kommunen des Landschaftsverbandes Rheinland (LVR). Es hat seinen Sitz in der Hansastraße 18 in Oberhausen. Bis Oktober 2008 trug es den Namen Rheinisches Industriemuseum, abgekürzt RIM.
Trotz des Numerus des Namens handelt es sich beim LVR-Industriemuseum um mehrere Einrichtungen an verschiedenen Orten, die als effektive Außenstellen unter einem Namen vereint werden.

## Lagerung von Museumsgut

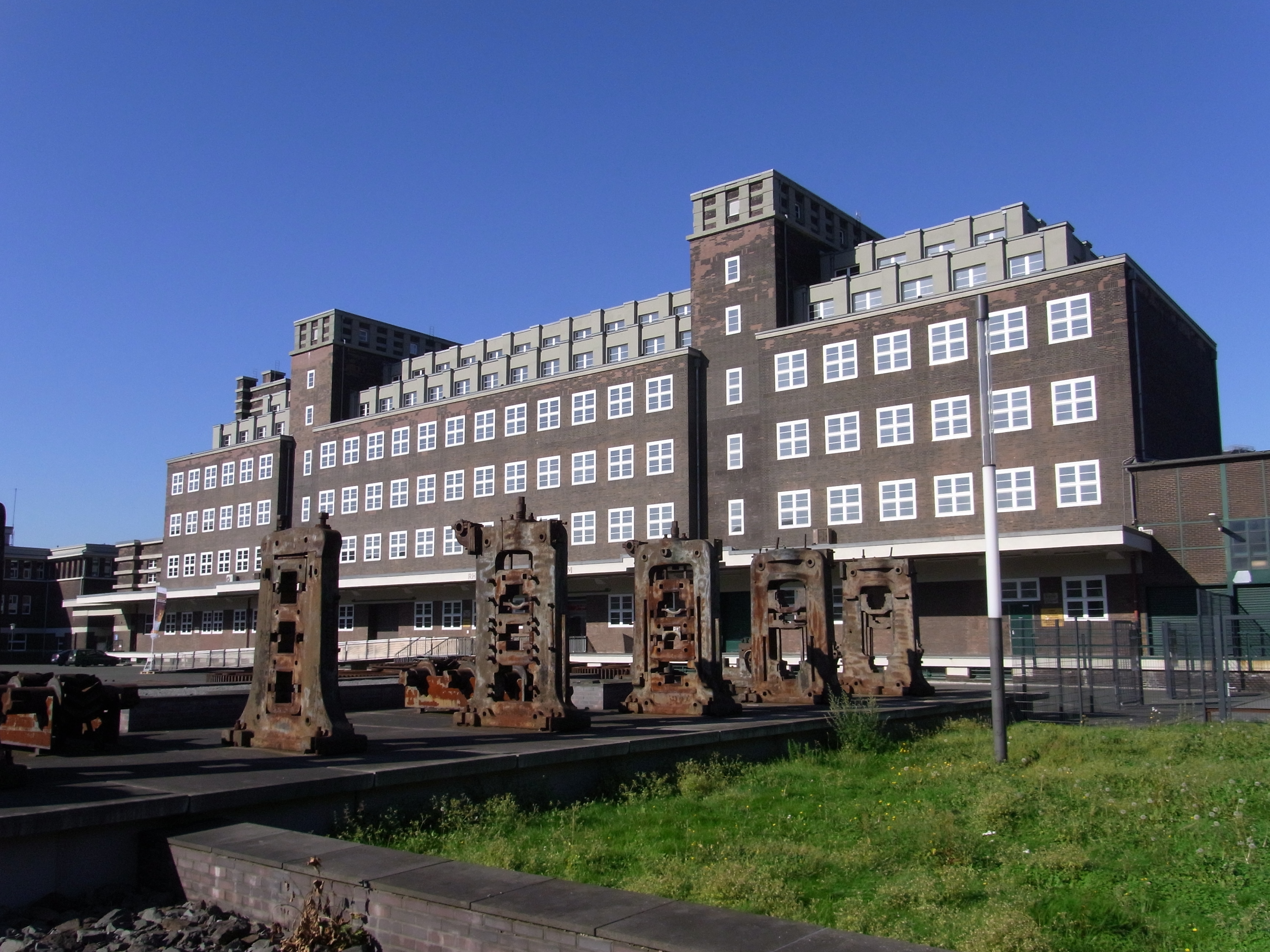
Ehemaliges Hauptlagerhaus der Gutehoffnungshütte mit Vorplatz (2010)

Im „Peter-Behrens-Bau“ (nicht zu verwechseln mit dem Peter-Behrens-Bau in Berlin), dem ehemaligen Hauptlagerhaus der Gutehoffnungshütte in Oberhausen, befindet sich heute das zentrale Sammlungsdepot des Museums. Dieses Gebäude wurde zwischen 1921 und 1925 nach einem Entwurf des Architekten Peter Behrens erbaut.

## Geschichte und Konzept
Geplant wurde das Museum in den 1970er Jahren durch das Rheinische Amt für Denkmalpflege sowie das Rheinische Museumsamt. Am 10. Mai 1984 gründete der Landschaftsverband Rheinland das Museum. Es trägt den Untertitel „Rheinisches Landesmuseum für Industrie- und Sozialgeschichte“". Unterstützt wurde der Aufbau von der Landesregierung NRW, aus der Denkmalpflege, von den beteiligten Städten und durch Fördervereine an den jeweiligen Standorten.
Der Slogan des Museums lautet: „Sieben Schauplätze, ein Museum“. In denkmalgeschützten, teils noch komplett erhaltenen Fabriken werden nicht nur die technischen Aspekte der Arbeitswelt des Industriezeitalters dargestellt, sondern auch gesellschaftliche, soziale und andere geschichtliche Bereiche museal aufbereitet. Insofern unterscheidet sich das Konzept des Museums deutlich von anderen Technik- oder Freilichtmuseen. Textil, Metall, Papier und Elektrizität zeigen als Schwerpunkte die typischen Industriezweige der rheinischen Industrielandschaft auf.
Zusammen mit dem LWL-Industriemuseum des Landschaftsverbandes Westfalen-Lippe (LWL) zeigt das LVR-Industriemuseum die wichtigsten Industriezweige und die umfangreiche Industriegeschichte in Nordrhein-Westfalen auf. Gemeinsam wird die Zeitschrift Industriekultur herausgegeben (Klartext Verlag, erscheint viermal jährlich), in der Orte, Objekte und Landschaften des Industriezeitalters aus den beiden Museen und auch aus dem In- und Ausland vorgestellt werden.
Weitere Partnerschaften bestehen mit dem Museu de la Ciència i de la Tècnica de Catalunya in Spanien und dem Ecomusée Le Creusot Montceau Les Mines in Frankreich.
Standorte des Museums sind in regionalen und größeren Netzwerken zur Industriekultur, zum Beispiel in dem Netzwerk Industriekultur Bergisches Land e. V., in der Route der Industriekultur im Ruhrgebiet und der Europäischen Route der Industriekultur (ERIH) eingebunden.

## Liste der Standorte

### Bergisch Gladbach
- Papiermuseum Alte Dombach

### Engelskirchen
- Kraftwerk Ermen & Engels

### Euskirchen
- Tuchfabrik Müller

### Oberhausen
- Zinkfabrik Altenberg mit
  - dem „Museumsbahnsteig“ (stillgelegter Bahnsteig an Gleis 4 / 5 des Oberhausener Hauptbahnhofs)
  - den Sammlungen im Peter-Behrens-Bau (Zentrales Museumsdepot und Museumszentrale)
- „St.-Antony-Hütte“ mit
  - dem „Museum Eisenheim“ in der ältesten Arbeitersiedlung Eisenheim des Ruhrgebiets in OB-Osterfeld
  - dem LVR-Industriearchäologischen Park

### Ratingen
- Textilfabrik Cromford

### Solingen
- Gesenkschmiede Hendrichs